# Панин, Алексей Алексеевич
Алексей Алексеевич Панин (23 февраля 1979) — российский футболист, выступавший на позиции полузащитника. Сыграл один матч в чемпионате России.

## Биография
Воспитанник нижегородского Училища олимпийского резерва. В 17-летнем возрасте присоединился к нижегородскому «Локомотиву», но первое время играл только за дублирующий состав. Затем в течение нескольких лет выступал за команды, представлявшие Нижегородскую область — «Торпедо» (Павлово) и «Химик» (Дзержинск).
Летом 2000 года вернулся в «Локомотив». Единственный матч в высшем дивизионе сыграл 8 июля 2000 года против московского «Торпедо», выйдя на замену на 68-й минуте вместо Дмитрия Градиленко. Также за основу нижегородцев сыграл один кубковый матч, в котором команда крупно уступила саратовскому «Соколу» 2:6.
В дальнейшем снова выступал во втором дивизионе за павловское «Торпедо» и дзержинский «Химик», а также за «Энергетик» из Урени. В составе «Химика» в 2007 году стал чемпионом России среди любителей. На следующий год прекратил выступления на профессиональном уровне, но ещё несколько лет играл за любительские команды.